# Sicyos andreanus
Sicyos andreanus är en gurkväxtart som beskrevs av Célestin Alfred Cogniaux. Sicyos andreanus ingår i släktet hårgurkor, och familjen gurkväxter. Inga underarter finns listade i Catalogue of Life.